# Massimo Scaringella
Massimo Scaringella (Roma, Italia, 23 de junio de 1953) es un curador de arte italiano.

## En Italia
Curador de arte contemporáneo y organizador de eventos culturales especializado en el intercambio entre Italia y otros países, sobre todo la Argentina, en 1977 comenzó su contacto con el arte contemporáneo romano (Transvanguardia, Nueva Escuela Romana del Pastificio Cerere, Anacronistas, "Aniconicos"), contándose en 1986 entre los fundadores del Centro Cultural Ausoni, dirigido por Italo Musa en el ex-Pastificio Cerere, donde colaboró en la realización de todas las muestras. Desde 1991 se dedicó a la difusión del arte italiano en el extranjero, curando numerosas muestras colectivas y personales itinerantes en Europa, Medio Oriente y Australia. Desde 2000 trabajó en el sector "Arte Contemporáneo" del Ministerio de Relaciones Exteriores del Gobierno de Italia y contribuyó a la creación de la "Collezione del XX secolo alla Farnesina", exhibida en 2008 en diversos museos del mundo.

## En Argentina
En 2003 si transfirió a Buenos Aires, Argentina, donde ha presentado a artistas argentinos e italianos en espacios públicos y privados de dicho país (sede in Buenos Aires de la Universidad de Bolonia, Centro Cultural Borges, Universidad Católica Argentina, Universidad de Buenos Aires, CEC de Rosario, Museo de Bellas Artes de San Juan), incluyendo la muestra del reconocido italiano Omar Galliani presentada también en Uruguay (Montevideo y Punta del Este) y en Santiago de Chile. Ha sido entrevistado por diarios, la radio y  televisión locales.
En 2010 curó una muestra de dibujos italianos de Francis Bacon, un aspecto muy poco conocido de este artista, exhibidos en varios centros expositivos de Buenos Aires, en Lisboa y en Santiago de Chile. En 2012 co-curó en el Museo de Arte Moderno de Buenos Aires la muestra “Palabras, imágenes y otros textos”, dedicado a la Poesía visual y al movimiento Fluxus, coordinando asimismo desde entonces anualmente el “Premio Lucio Fontana”, beca en Italia para jóvenes artistas argentinos promovido por el Consulado General de Italia en Buenos Aires. En 2014-2015 se desempeñó como Director Artístico de la IV Edición de la Bienal del Fin del Mundo, que tuvo carácter binacional con sede en las ciudades de Mar del Plata en Argentina y en Valparaíso, en Chile, con 200 artistas de 35 países.

## Fuera de la Argentina
En los mismos años colaboró fuera de la Argentina con la muestra itinerante en los países del Golfo Pérsico y de Asia Central intitulada Italian Style organizada por el Gobierno de Italia y fue curador ejecutivo del concurso internacional "Centro-periferia" organizado por Federcultura y dedicado a jóvenes artistas en Italia. Además colaboró con artículos sobre arte contemporáneo en el suplemento cultural del diario romano Il Tempo. En 2007 fue productor ejecutivo de la película Bomarzo 2007 filmada en Italia en la ciudad homónima, versión experimental de la opera Bomarzo de Alberto Ginastera y libreto de Manuel Mujica Lainez. En 2008 curó la muestra de escultura italiana contemporánea L'energia della materia en Pequín en ocasión de las Olimpíadas. Ha sido también co-curador de Focus Buenos Aires en MIart en Milán, presentando 20 galerías de Buenos Aires y en Turín “Art & Design Abroad: arte y diseño argentino en Italia”, presentando a 45 artistas argentinos con el patrocinio del Ministerio de Relaciones Exteriores y Culto de Argentina, reforzando así el puente de intercambio entre ambos países.
Durante treinta años de actividad en Italia y en el exterior ha presentado a muchos artistas italianos y extranjeros, varios de ellos exponentes de las nuevas generaciones que luego lograron un gran reconocimiento internacional.

## Libros publicados
- Scaringella Massimo. Palabras, imágenes y otros textos. Buenos Aires, publicación del Museo de Arte Moderno de Buenos Aires, 2012. ISBN 978-987-27159-2-2.
- Scaringella Massimo. Christian Balzano. Luci del Destino (en italiano). Lucca, Carlo Colombi Editor. 2009. ISBN 978-88-640-3017-3.
- Scaringella Massimo. Hannu Palosuo. The Burning Illusion (edición bilingüe italiano/inglés). Roma-Monaco-Helsinki, Christian Maretti Editor, 2008. ISBN 978-88-899-6558-0.
- Scaringella Massimo. Il Circolo del Ministero degli Affari Esteri (en italiano). Roma, Gangemi Editor, 2008. ISBN 978-88-492-1571-7.
- Scaringella Massimo. L’energia della materia (edición bilingüe italiano/inglés). Roma-Pekín, publicación del Instituto Nacional de Comercio Exterior de Italia, 2008.
- Scaringella Massimo. Le Roux. La force de la nature. Sculptures  (edición bilingüe francés/inglés). Roma, Christian Maretti Editor, 2008. ISBN 978-88-899-6536-8.